# 高瀧站

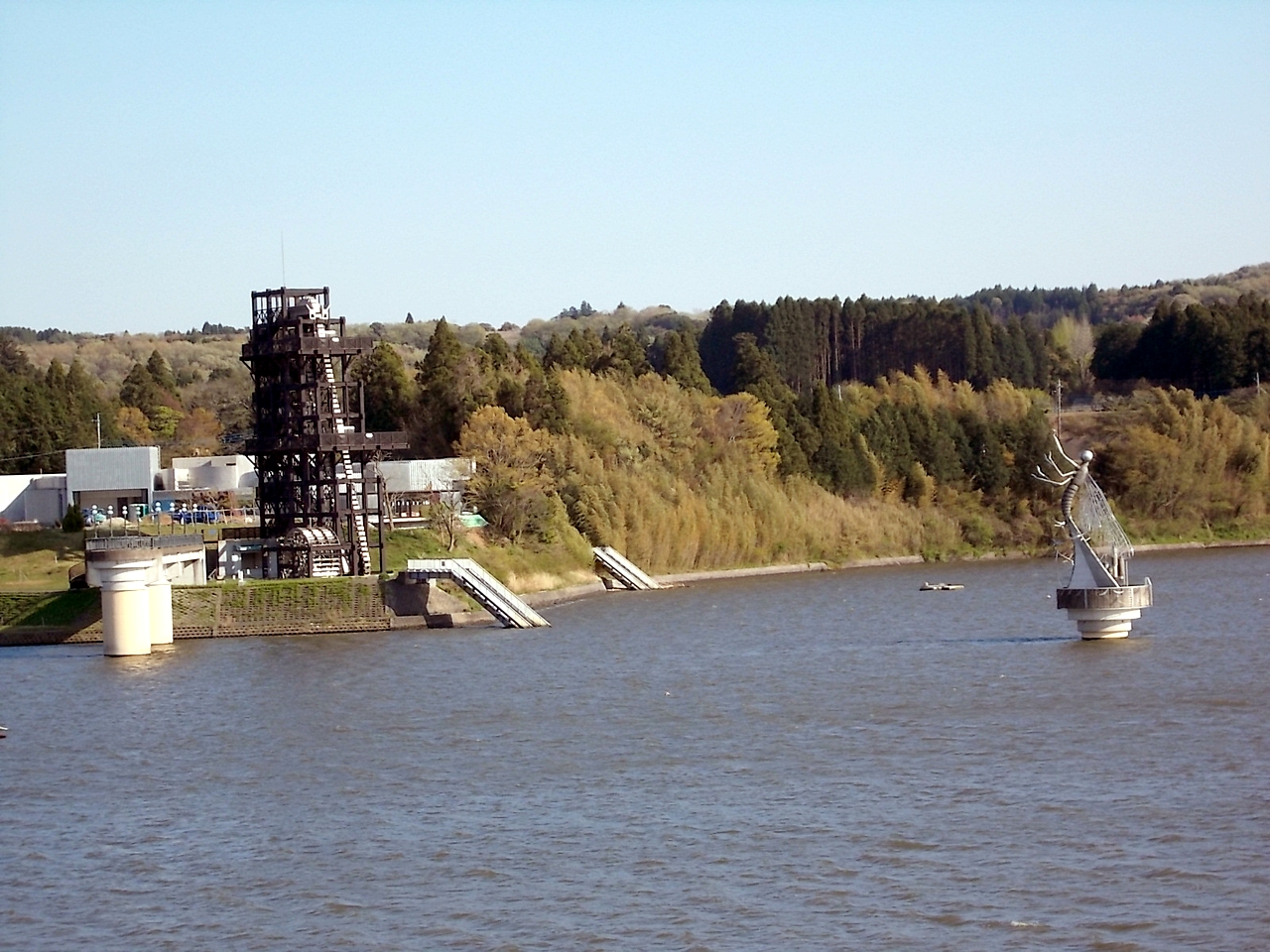
高瀧湖（高瀧水壩）

高瀧站（日语：／ Takataki eki */?）是位於千葉縣市原市久保，小湊鐵道的小湊鐵道線車站。車站以旁邊的高瀧湖而命名。

## 車站構造
採用木所搭成的單層站房一座，由開業一直使用至今，與其他同時期投入服務的站房一樣，由鹿島建設的前身「鹿島組」所建，站房帶有少許西洋風格，並且採用了瓦片作屋頂。1932年進行了改建，主要是站房左側的站務室部份稍作擴建，另外在2012年時，屋頂的瓦片亦更換為較輕身的水泥瓦。
站房配置亦與同期車站相同。中央為車站出入口及驗票口；左側為原站務室、售票窗口及控制閘柄式轉轍器的操作室、右側為候車大堂，其中兩邊牆身設有候車長櫈。
站房右方設有一座以磚砌成的沖水式洗手間，分別供男士、及男、女、傷殘人士共用的多用途洗手間。

### 月台
現時只使用靠近站房的側式月台一座，長約45米，有效長度為2輛。但當在日常早上繁忙時段、或如毎年8月中旬時於高瀧水壩處會舉行煙火大會時的班次、會增結車廂時，位於後方的車廂便會超越月台範圍，這時車掌便需要利用人手控制，只開啟前方車廂的車門；而位於月台範圍外車廂的乘客，則須移至較前的位置下車。
除了原有的側式月台外，位於外端亦有一座島式月台，長度同樣為2輛，現時已棄用。其中最外側的路軌早被拆去，其路基遺跡則隱約仍能看到；島式內側月台的路軌及由里見方向駛進的轉轍器則仍然獲保留。至於靠向上總牛久一方，轉轍器則被除去，而近月台方則建了一座以木、水泥及鐵皮所搭成、包含路軌部份的單層車房。
月台上置有一座以竹搭成、模仿高瀧神社的鳥居、以及一座由磚所搭成、備用坐廁及小便槽的乾式簡易洗手間。
列車靠站時，往五井方向為左側上落；往上總中野方向為右側上落。
| 路線        | 方向 | 目的地                       |
| ----------- | ---- | ---------------------------- |
| ■小湊鐵道線 | 上行 | 上總牛久、五井方向           |
| ■小湊鐵道線 | 下行 | 里見、養老溪谷、上總中野方向 |

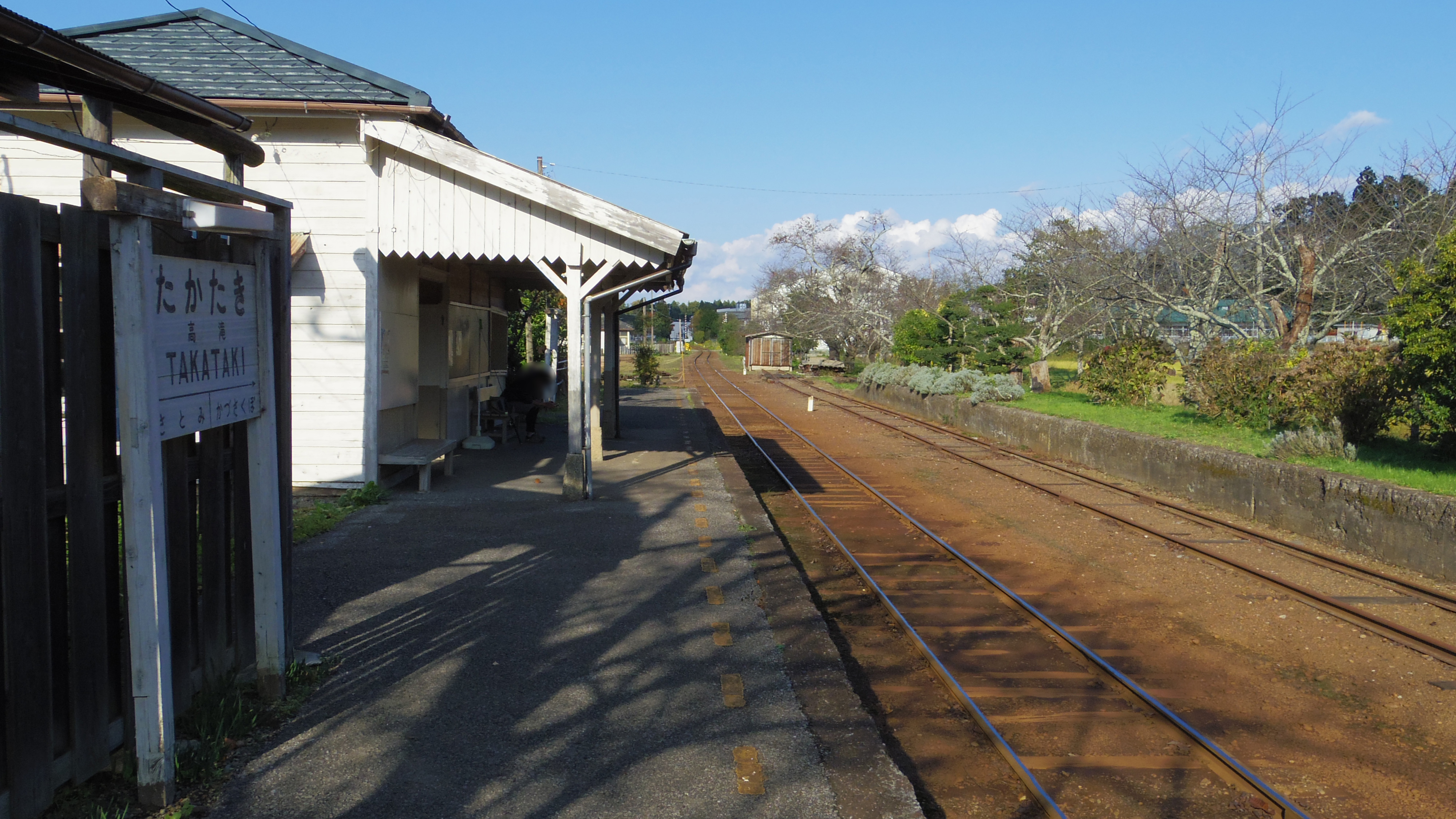
月台（2015年11月3日）
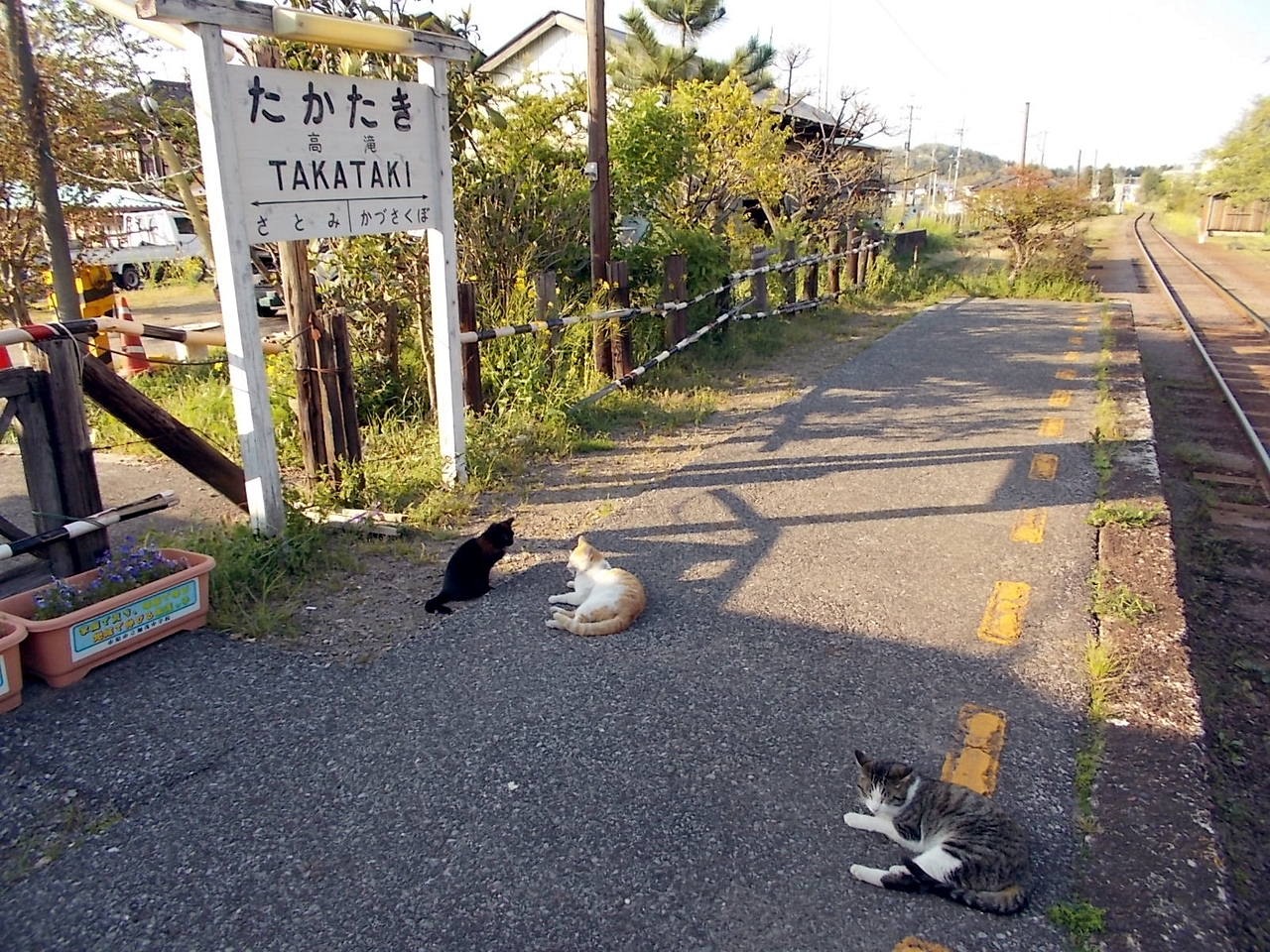
流浪貓聚集在站內（2013年4月12日）
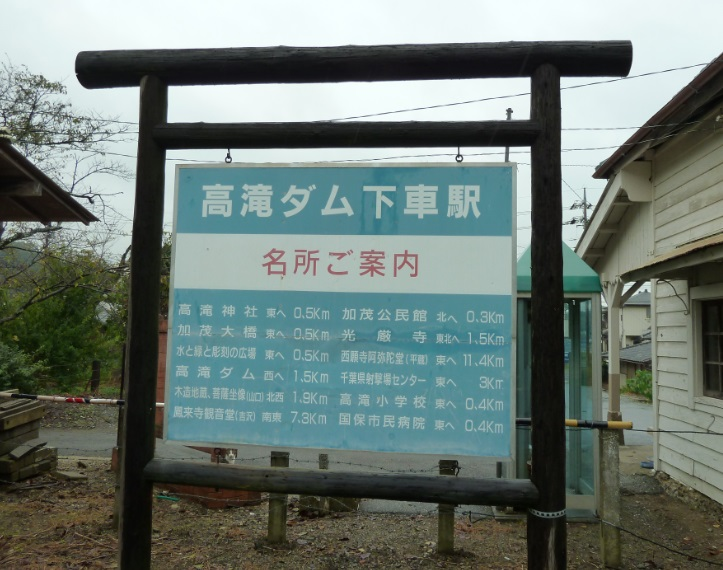
站內設置的觀光地點資訊（2013年6月14日）
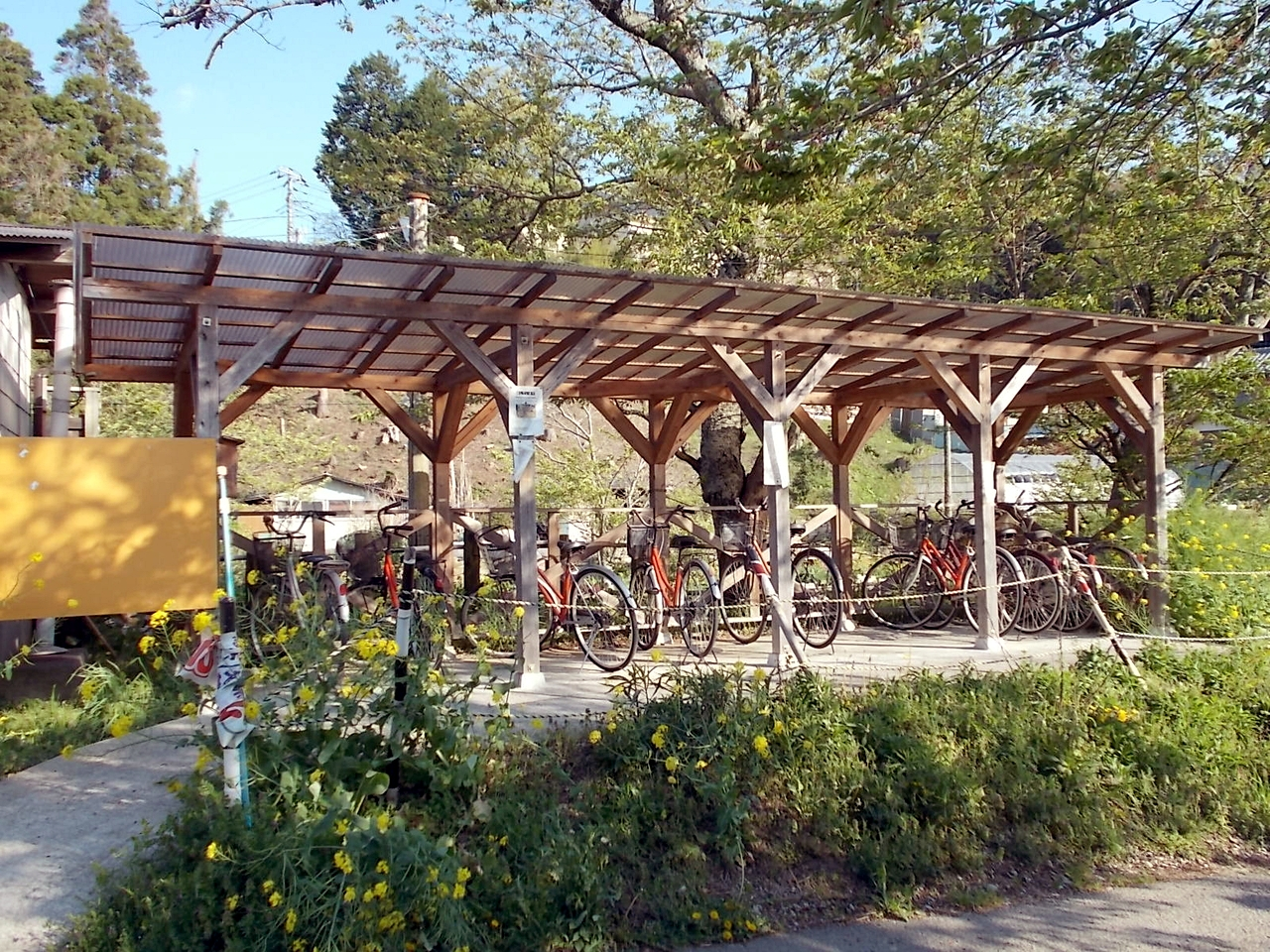
租賃單車處（2013年4月12日）

## 歷史
- 1925年3月7日：車站啟用[1]。
- 1967年：改為無人車站。
- 2016年11月18日：站房申請成為國家登錄有形文化財（建造物）[2][3]。
- 2017年5月2日：「小湊鐵道高瀧站站房」被評為國家登錄有形文化財[4][5]。

## 使用狀況
以下為乘車人次變化列表：
| 乘車人次變化 | 乘車人次變化     | 乘車人次變化 |
| 年度         | 1日平均 乘車人次 | 參考資料     |
| ------------ | ---------------- | ------------ |
| 1986         | 148              | [ 統計 1 ]   |
|              |                  |              |
| 2007         | 37               | [ 統計 2 ]   |
| 2008         | 37               | [ 統計 3 ]   |
| 2009         | 37               | [ 統計 4 ]   |
| 2010         | 36               | [ 統計 5 ]   |
| 2011         | 28               | [ 統計 6 ]   |
| 2012         | 27               | [ 統計 7 ]   |
| 2013         | 27               | [ 統計 8 ]   |
| 2014         | 24               | [ 統計 9 ]   |
| 2015         | 24               | [ 統計 10 ]  |
| 2016         | 27               | [ 統計 11 ]  |
| 2017         | 25               | [ 統計 12 ]  |
| 2018         | 21               | [ 統計 13 ]  |
| 2019         | 25               | [ 統計 14 ]  |
| 2020         | 21               | [ 統計 15 ]  |
| 2021         | 12               | [ 統計 16 ]  |
| 2022         | 27               | [ 統計 17 ]  |

## 相鄰車站
小湊鐵道
■小湊鐵道線
■房總里山Torocco、□觀光急行2,4,11,12號
上總牛久－高瀧－里見
□觀光急行1,3號
上總鶴舞→高瀧→里見
■普通
上總久保－高瀧－里見
- 上總久保至高瀧之間的路軌使用了PC枕木。

#### 統計資料
1. ↑  千葉縣統計年鑑（昭和63年） （页面存档备份，存于）（日語）
2. ↑  千葉縣統計年鑑（平成20年） （页面存档备份，存于）（日語）
3. ↑  千葉縣統計年鑑（平成21年） （页面存档备份，存于）（日語）
4. ↑  千葉縣統計年鑑（平成22年） （页面存档备份，存于）（日語）
5. ↑  千葉縣統計年鑑（平成23年） （页面存档备份，存于）（日語）
6. ↑  千葉縣統計年鑑（平成24年） （页面存档备份，存于）（日語）
7. ↑  千葉縣統計年鑑（平成25年） （页面存档备份，存于）（日語）
8. ↑  千葉縣統計年鑑（平成26年） （页面存档备份，存于）（日語）
9. ↑  千葉縣統計年鑑（平成27年） （页面存档备份，存于）（日語）
10. ↑  千葉縣統計年鑑（平成28年） （页面存档备份，存于）（日語）
11. ↑  千葉縣統計年鑑（平成29年） （页面存档备份，存于）（日語）
12. ↑  千葉縣統計年鑑（平成30年） （页面存档备份，存于）（日語）
13. ↑  千葉縣統計年鑑（令和元年） （页面存档备份，存于）（日語）
14. ↑  .   [2025-04-13]. （原始内容存档于2023-07-25）.
15. ↑  千葉縣統計年鑑（令和3年），11 運輸・通信—111民鉄等駅別1日平均運輸状況（2020(令和2)年度）
16. ↑  千葉縣統計年鑑（令和4年），11 運輸・通信—111民鉄等駅別1日平均運輸状況（2021(令和3)年度）
17. ↑  .   [2025-04-13]. （原始内容存档于2025-01-27）.

## 外部連結
- 高瀧站 （页面存档备份，存于）（日語） - 小湊鐵道
- 鐵道頻道有關高瀧站的介紹。